# Bastiania longicaudata
Bastiania longicaudata är en rundmaskart som beskrevs av De Man 1880. Bastiania longicaudata ingår i släktet Bastiania och familjen Bastianiidae. Inga underarter finns listade i Catalogue of Life.